# استئصال قناة فالوب
استئصال قناة فالوب أو استئصال البوق (بالإنجليزية: Salpingectomy) هو إجراء يشير إلى إزالة جراحية لأنبوب فالوب. وأحيانا يُفضل هذا الإجراء الآن على نظرائه من الجراحات التي تهدف إلى الحفاظ على الأنبوب؛ وذلك بسبب خطر الحمل المنتبذ. هذا الإجراء لا رجعة فيه وهو أكثر فعالية من ربط الأنابيب.
يختلف استئصال قناة فالوب عن فغر البوق وشق البوق، كما أنه يسبق كلا منهما. وغالبا ما يُستخدم المصطلحان الأخيران بالتبادل، ويشيران إلى خلق فتحة في الأنبوب (لإزالة حمل منتبذ على سبيل المثال)، ولكن لا يتم إزالة الأنبوب نفسه. من الناحية الفنية، فإن عمل فتحة جديدة في البوق عن طريق الجراحة يسمي فغر البوق (بالإنجليزية: salpingostomy)، في حين أن عمل شق في الأنبوب لإزالة حمل منتبذ يسمى شق البوق (بالإنجليزية: salpingotomy).

## دواعي الاستعمال
تم إجراء هذه الجراحة من قِبَل لوسون تايت في عام 1883 على المرضى الذين يعانون من نزيف الحمل المنتبذ. وقد أنقذ هذا الإجراء منذ ذلك الحين حياة عدد لا يحصى من النساء. وتشمل الاستعمالات الأخرى لاستئصال قناة فالوب: الأنابيب المصابة بالعدوى (كما هو الحال في موه البوق)، أو كجزء من الإجراء الجراحي لسرطان الأنبوبة.
ويؤدي استئصال البوق الثنائي إلى العقم، وكان يُستخدم لهذا الغرض، ولكن أصبحت الإجراءات طفيفة التوغل متاحة كإجراءات سد الأنبوب.
يمكن إجراء اسئصال البوق الوقائي على المرضى المعرضين لخطر الإصابة بسرطان المبيض بنسبة كبيرة.

## الطريقة
قد كان يتم استئصال البوق تقليديا عن طريق فتح البطن. ولكن في الآونة الأخيرة، أصبح الاستئصال بالمنظار أكثر شيوعا كجزء من الجراحة طفيفة التوغل. ويتم قطع الأنبوب عند النقطة التي يدخل فيها الرحم وعلى طول حافة المساريقي مع السيطرة على النزف.

## استئصال البوق والمبيض
عادة ما يتم استئصال البوق كجزء من إجراء يسمى استئصال البوق والمبيض، حيث يتم إزالة واحد أو كل من المبيضين، وكذلك واحد أو كلا أنابيب فالوب في عملية واحدة. إذا تم إزالة المبيضين مع قناتي فالوب تسمى العملية استئصال البوق والمبيض الثنائي (بالإنجليزية: Bilateral Salpingo-Oophorectomy)، كما يمكن استئصال الرحم عن طريق البطن مع استئصال البوق والمبيض الثنائي في نفس العملية (هناك طرق مختلفة متاحة لاستئصال الرحم). ويبقى الاتصال الجنسي ممكنا بعد استئصال البوق، والعلاجات الجراحية، والإشعاعية، والعلاج الكيميائي للسرطان. ولا تزال الجراحة الترميمية خيارا للنساء المصابات بأمراض حميدة وخبيثة. :1020–1348

## تاريخ
تم تنفيذ عمليات استئصال قناة فالوب في الولايات المتحدة في أوائل القرن العشرين وفقا لتشريع تحسين النسل. من باك بيل (1927):
إن قانون ولاية فرجينيا ينص على التعقيم الجنسي لنزلاء المؤسسات التي تدعمها الدولة الذين يتبين أنهم مصابون بشكل وراثي بالجنون أو البلاهة، ويقعون ضمن سلطة الدولة بموجب التعديل الرابع عشر.
وقد تم عكس قضية باك بيل ضمنيا من قِبل سكينر أوكلاهوما (1942)، والتي رأت فيها المحكمة أن خيارات الشخص في نشر الجنس البشري هي حق أساسي يضمنه التعديل 14 من الدستور، وهي حرية يحتفظ بها الشعب بموجب التعديل التاسع للدستور.